# Nikumaroro
Nikumaroro (ang. Gardner Island) – bezludny atol na Pacyfiku, należący do państwa Kiribati. Leży w grupie wysp Feniks, wpisanych łącznie na Listę Światowego Dziedzictwa Kulturowego i Przyrodniczego UNESCO.

## Geografia

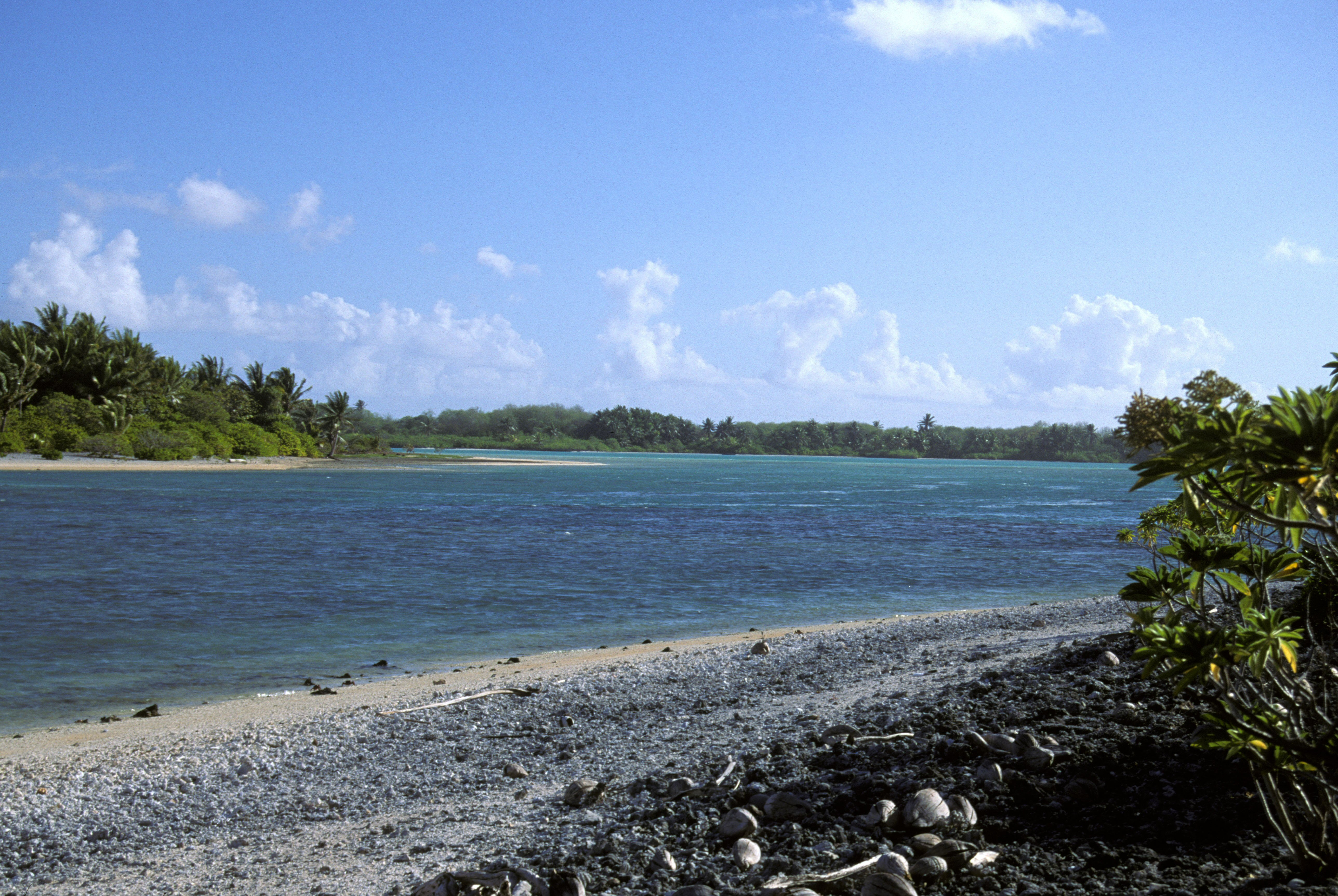
Wejście do laguny atolu

Jest to wydłużony atol, zawierający wąską lagunę. Jest on bardzo niski, większość lądu jest gęsto porośnięta lasem Pisonia grandis i Cordia subcordata, poza tym występują plaże z białego koralowego piasku. Otaczający lagunę pas lądu jest przecięty cieśninami w dwóch miejscach, szersze wejście do laguny znajduje się od strony zachodniej, jednak nie jest ono dość głębokie dla statków. Po jego obu stronach zostały posadzone palmy kokosowe, po południowej stronie znajdują się pozostałości opuszczonej wioski.
Atol jest uznany przez BirdLife International za ważną ostoję ptaków. Gnieżdżą się tam liczne ptaki morskie, w tym około sto par lęgowych faetonów czerwonosternych (Phaethon rubricauda). Występują tam kraby palmowe. Z obcych, inwazyjnych gatunków obecne są szczury polinezyjskie, jednak nie stwierdzono, żeby stanowiły one duże zagrożenie dla ptaków. W latach 1960. na wyspie widziano także zdziczałe koty i psy, jednak nie znaleziono ich podczas badań w 2006 roku.

## Historia
Wyspy Feniks były znane Polinezyjczykom, jednak niewielka powierzchnia lądowa i ograniczony dostęp do zasobów słodkiej wody sprawiły, że ludzie nie osiedlili się tu na stałe.
Około 1828 roku kapitan Joshua Coffin ze statku Ganges z Nantucket odkrył wyspę dla Europejczyków i nazwał Gardner Island, od nazwiska właściciela lub agenta statku. W 1840 roku odwiedził ją Charles Wilkes w trakcie wyprawy badawczej dookoła świata. W latach 1880. stworzono plantacje kokosów, a 28 maja 1892 roku wyspa została ogłoszona protektoratem brytyjskim.
W 1929 roku na rafie otaczającej atol rozbił się statek SS Norwich City, w wyniku czego zginęło 11 ludzi. Pozostali zostali uratowani.
Najprawdopodobniej to na tej wyspie, lub w jej pobliżu, w 1937 roku rozbiła się amerykańska pilotka Amelia Earhart z nawigatorem Fredem Noonanem. Wprawdzie dotąd (2018) nie odnaleziono wraku samolotu, ale na wyspie został odkryty najprawdopodobniej damski but, pudełko od sekstantu wykonane około 1918 roku i butelka benedyktynki, którą lubiła pilotka. Znaleziono też ludzkie kości. W 1940 roku zostały one uznane za męskie, ale ponowna analiza antropologiczna opublikowana w 2018 roku sugeruje, że należały one do kobiety, a ich wymiary odpowiadają tym, które można wyznaczyć ze zdjęć i zachowanych ubrań Earhart.
W 1939 roku na wyspie istniała osada zamieszkana przez około 80 Kiribatyjczyków, która jest obecnie opuszczona.